# Riegrovo náměstí (Hradec Králové)
Riegrovo náměstí je veřejné prostranství, nacházející se před budovou hlavního nádraží v Hradci Králové. Jeho prostřední část zabírají nástupiště městské trolejbusové a autobusové dopravy.
Naproti nádražní budově stojí hotel Černigov, po jeho levé straně leží sídlo společností Skupiny ČEZ pro oblast východních Čech. V roce 1998 byl na náměstí vystavěn památník obětem komunismu.
Náměstí prošlo, v souvislosti s výstavbou terminálu hromadné dopravy v roce 2008, rozsáhlou rekonstrukcí, která vyloučila osobní dopravu. V části před hotelem Černigov byla postavena trojúhelníková fontána. Asfaltový povrch nahradila žulová dlažba. Na místo byly vysázeny řady platanů. Autorem projektu rekonstrukce náměstí byl, stejně jako u terminálu hromadné dopravy, Atelier designu a architektury Patrika Kotase.
V roce 2013 vyrostla v severovýchodní části, pár metrů od fontány, první cyklověž v Evropě. V souvislosti plánovanou demolicí hotelu Černigov však byla v roce 2019 demontována.

## Fotogalerie

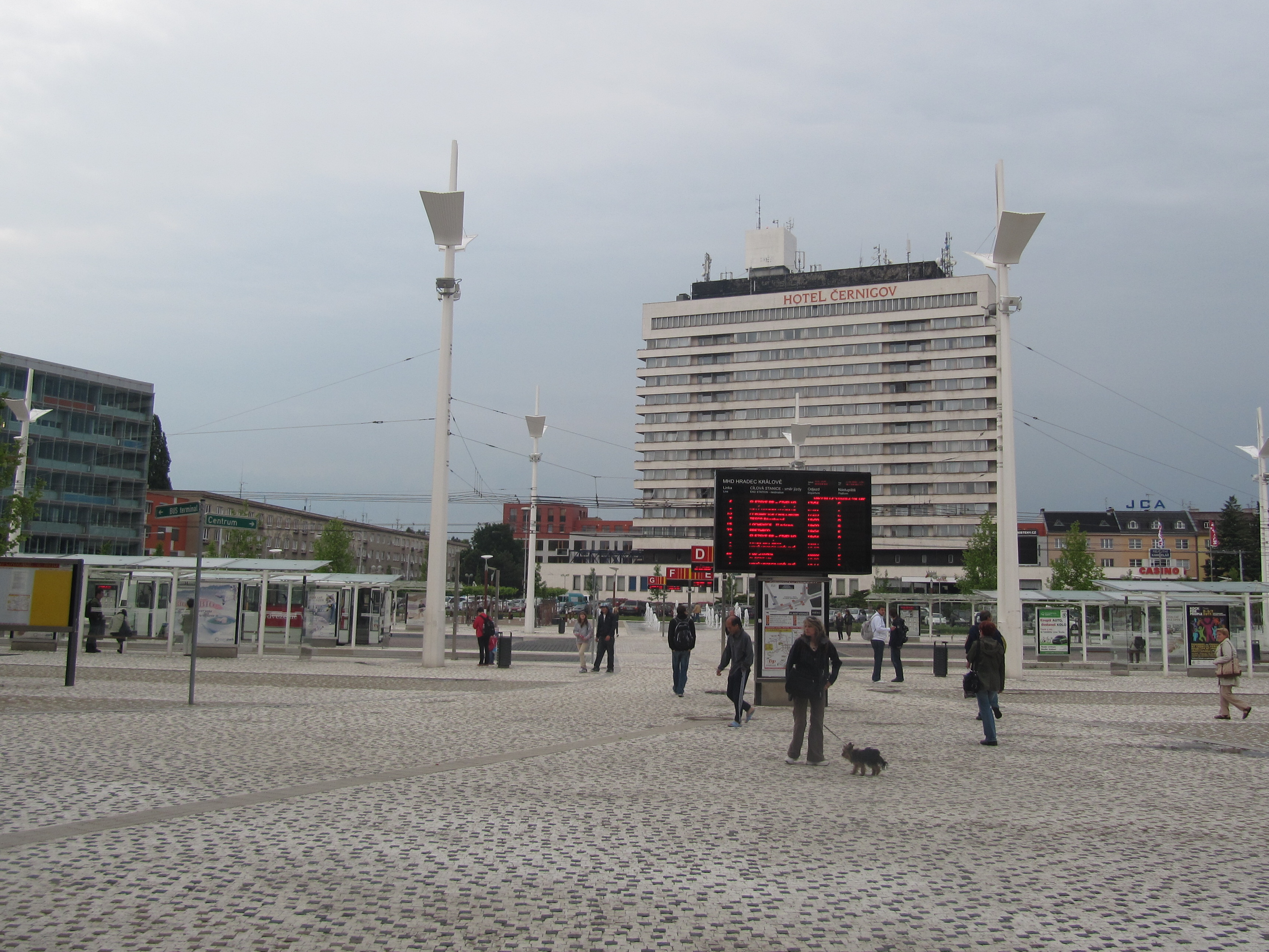
Náměstí z pohledu od nádražní budovy
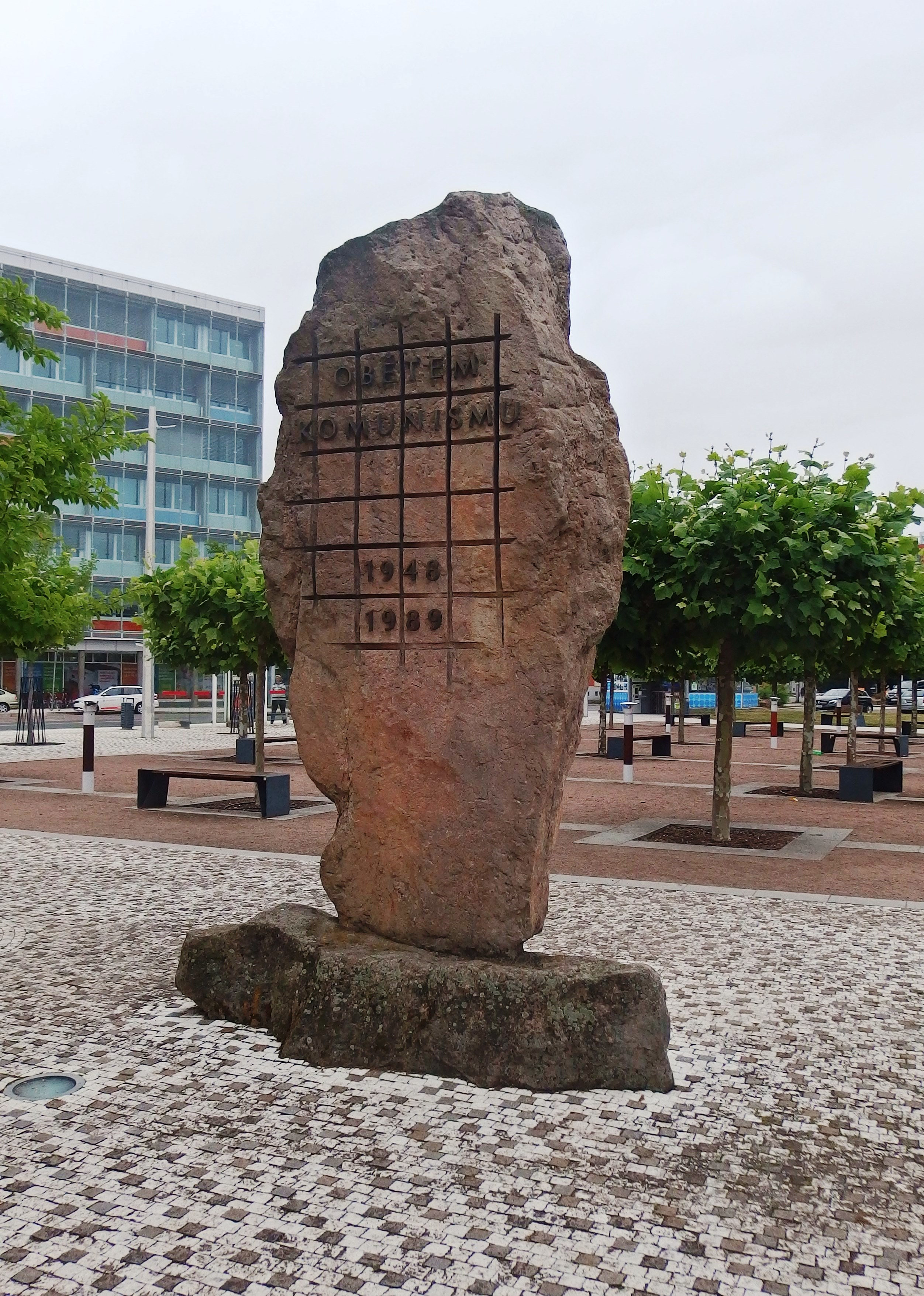
Památník obětem komunismu
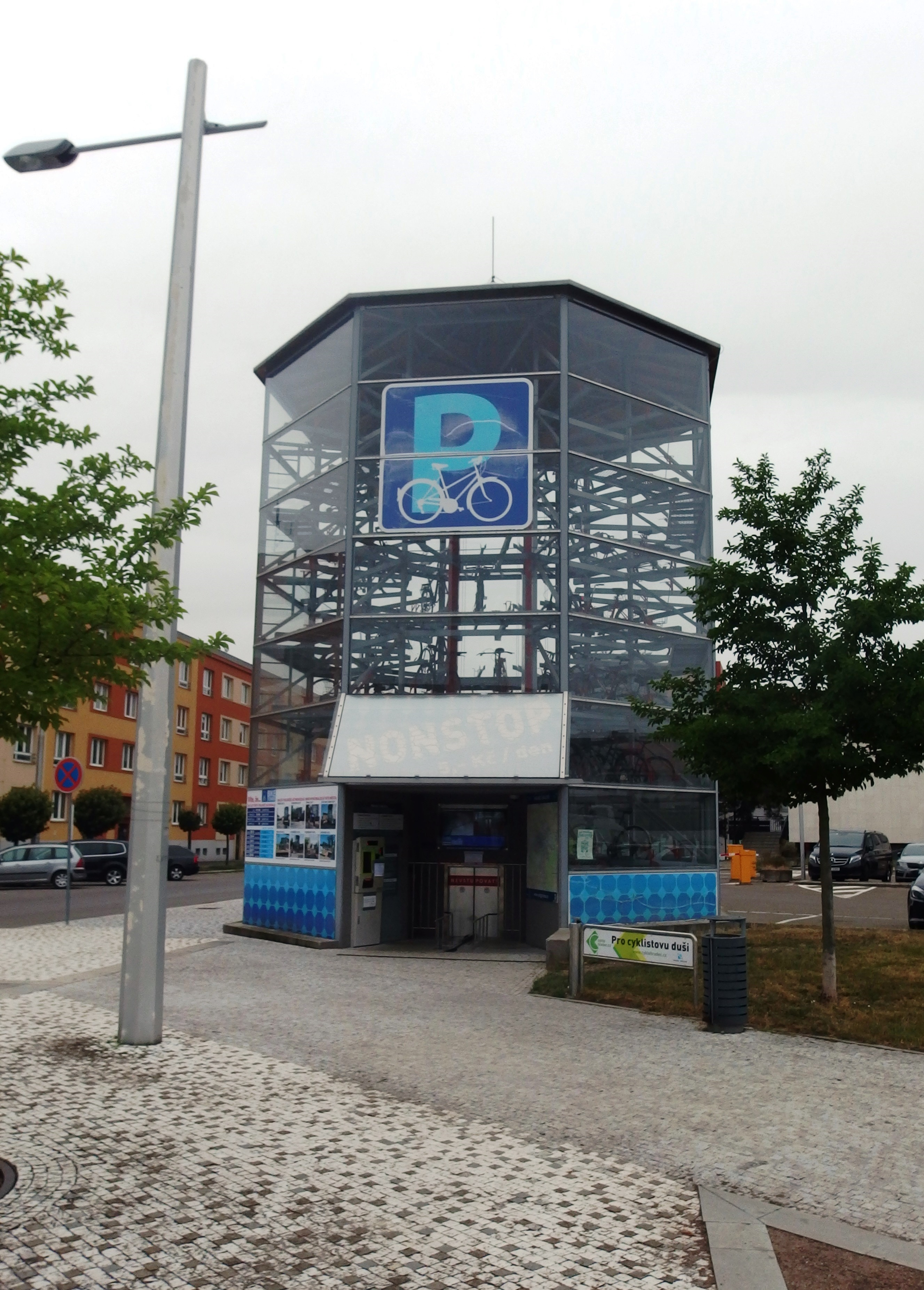
Cyklověž před demontováním
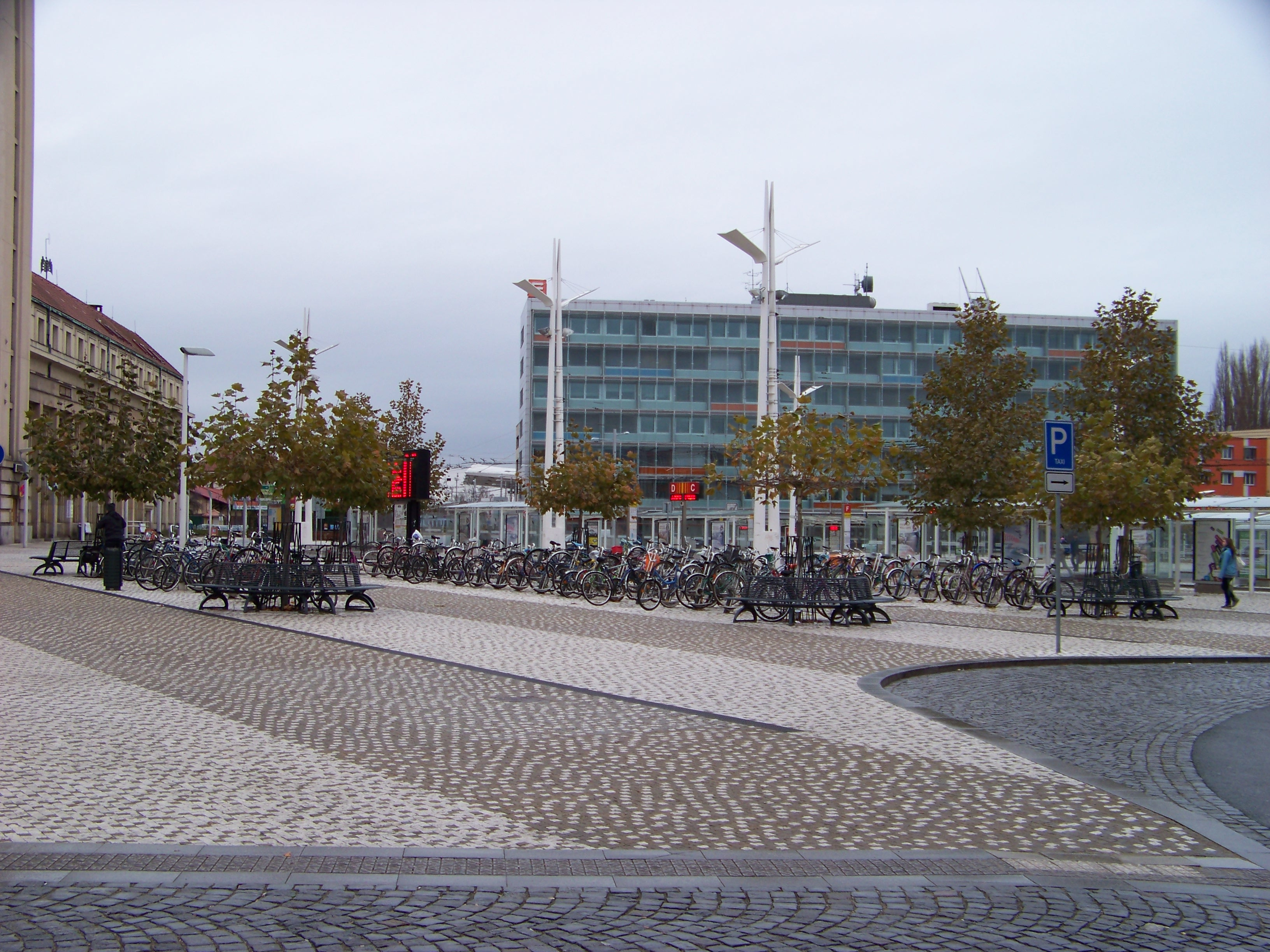
Parkoviště jízdních kol
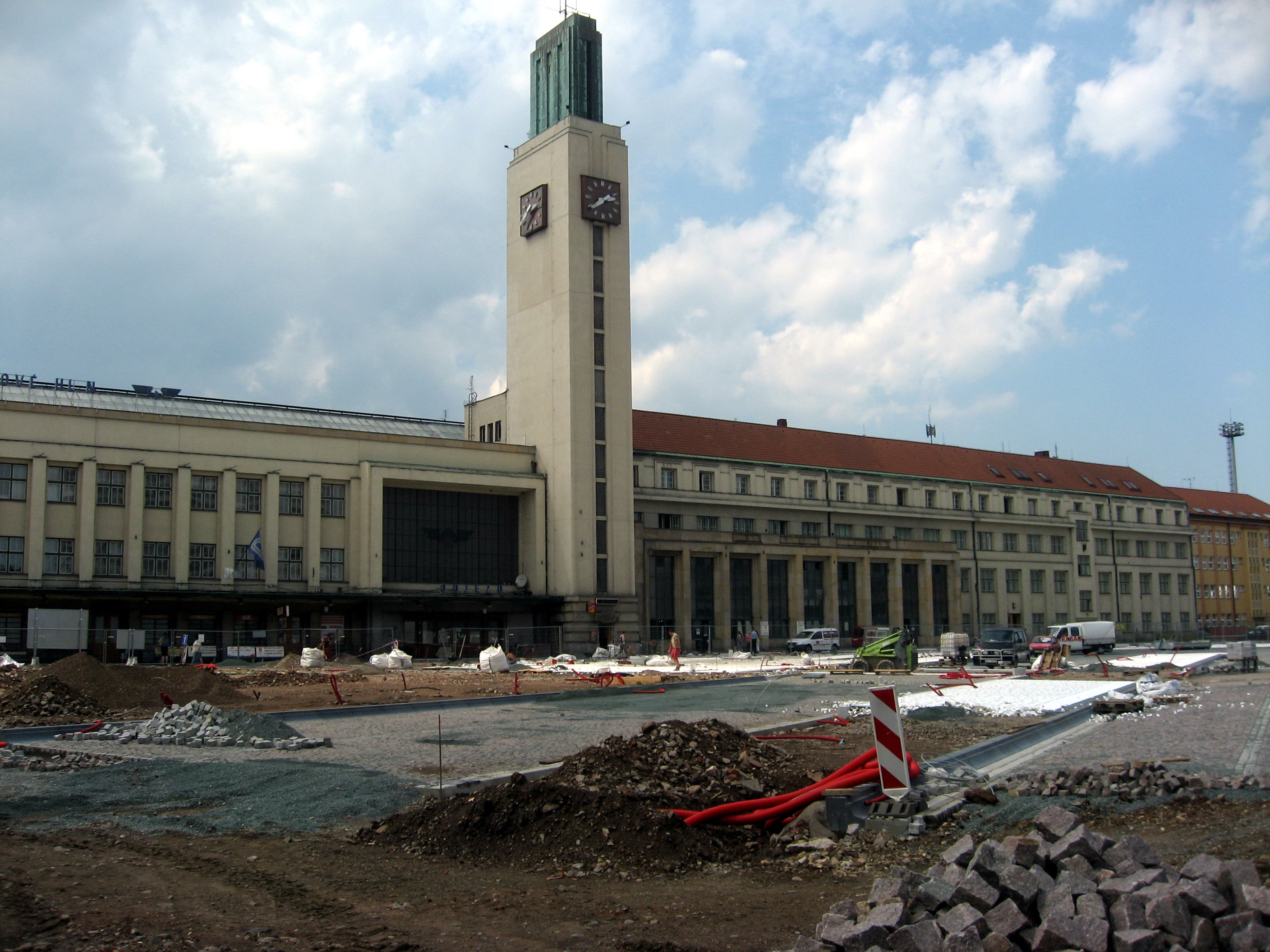
Rekonstrukce náměstí
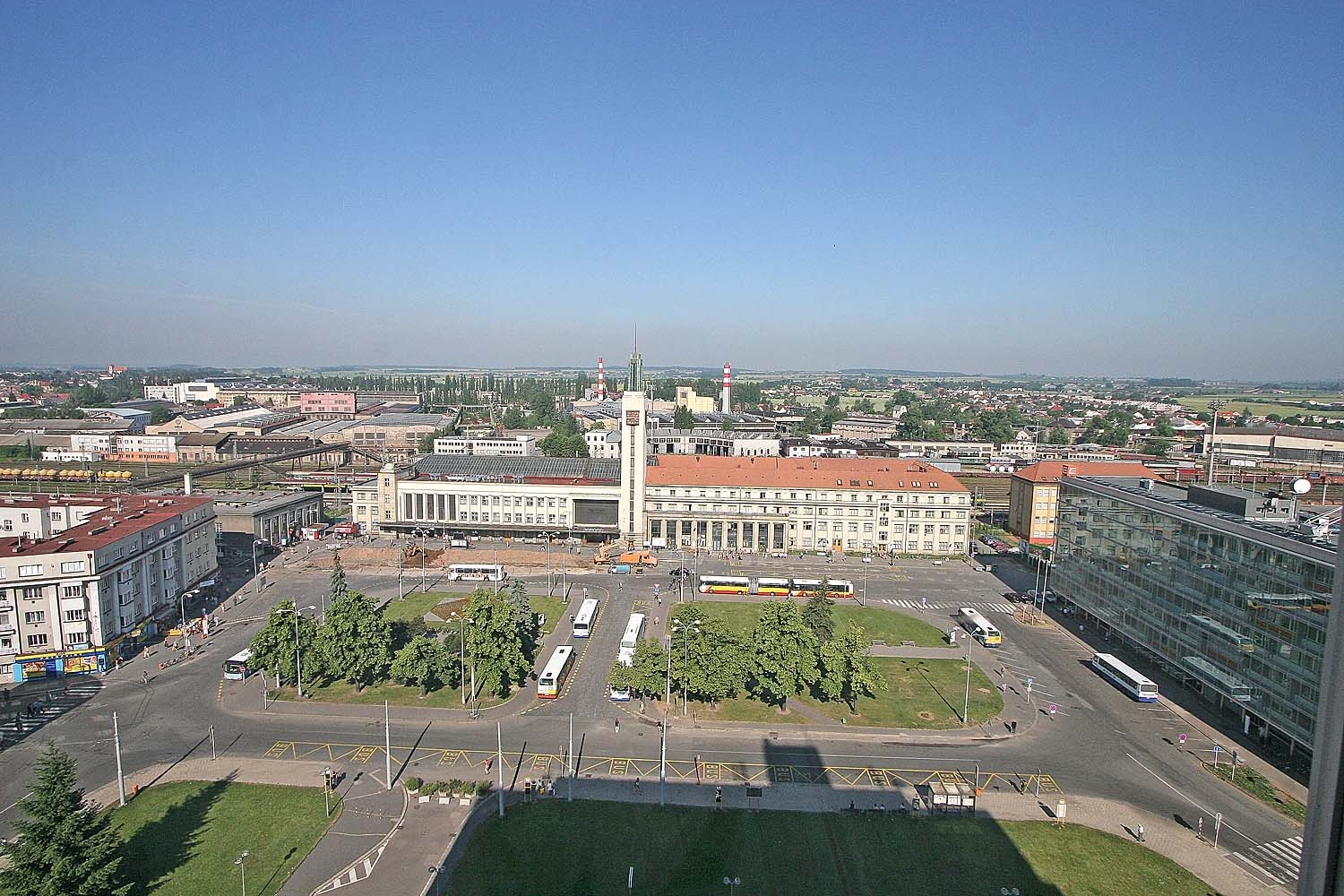
Pohled z hotelu Černigov těsně před rekonstrukcí náměstí
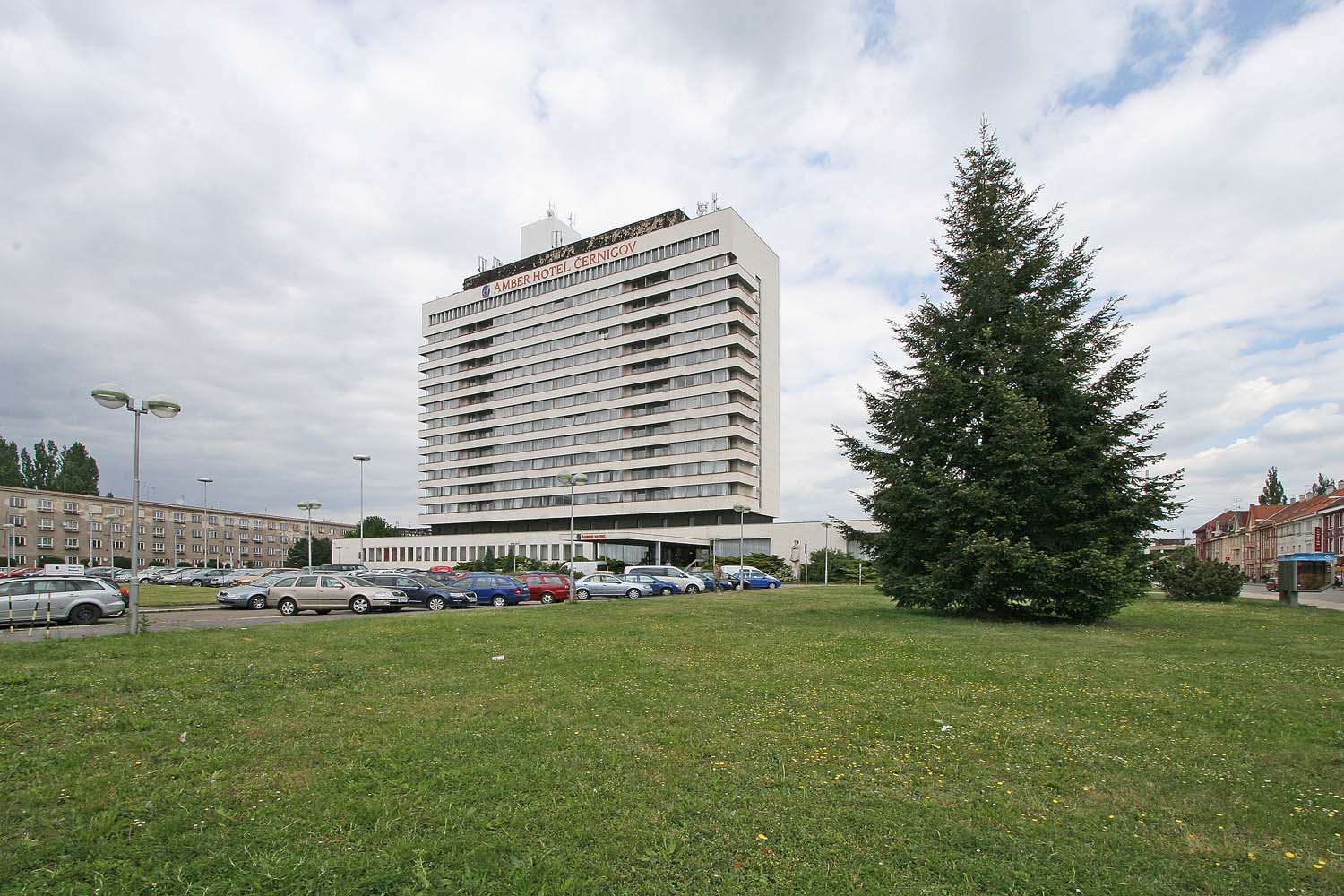
Hotel Černigov před rekonstrukcí náměstí
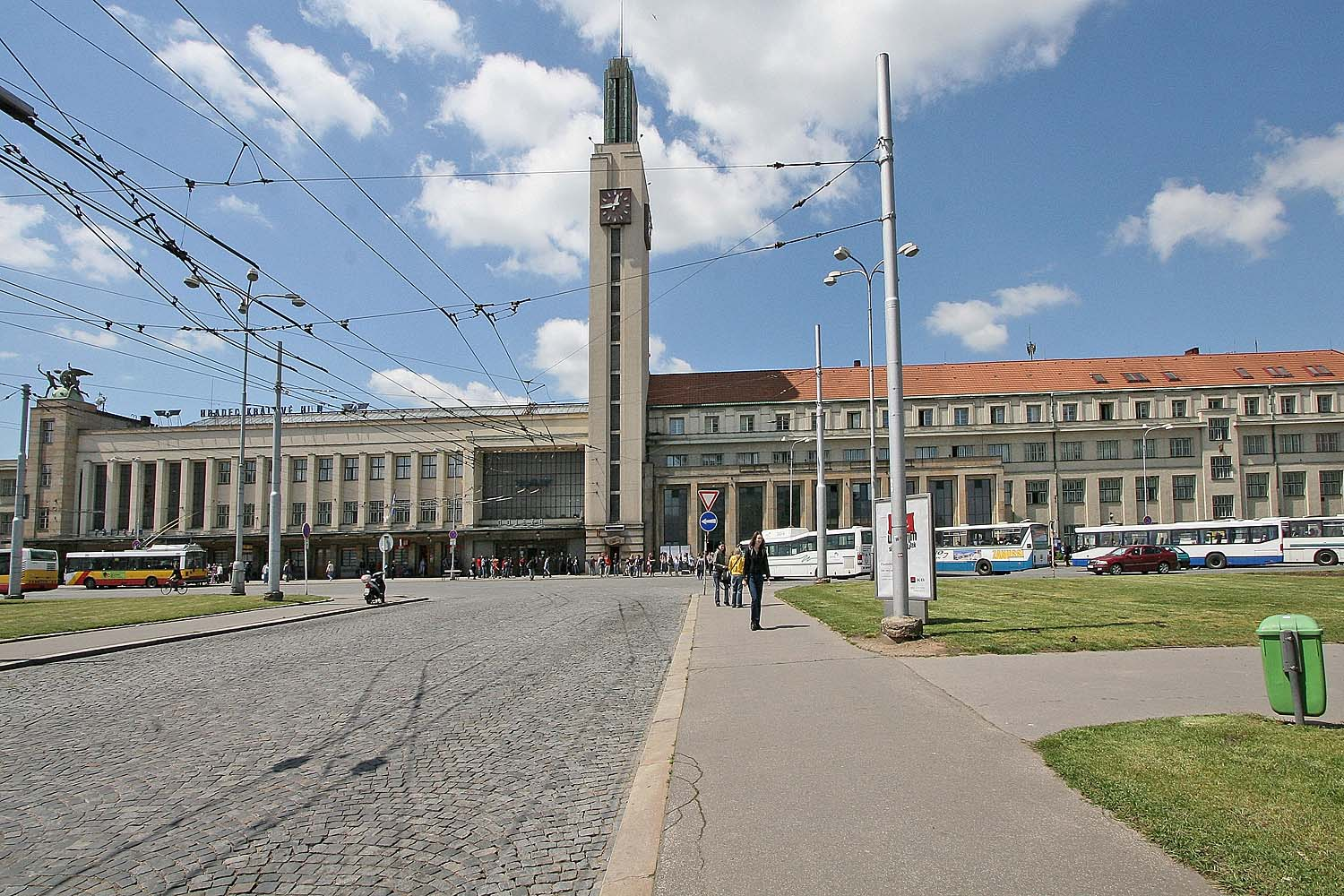
Nezrekonstruované náměstí v roce 2007
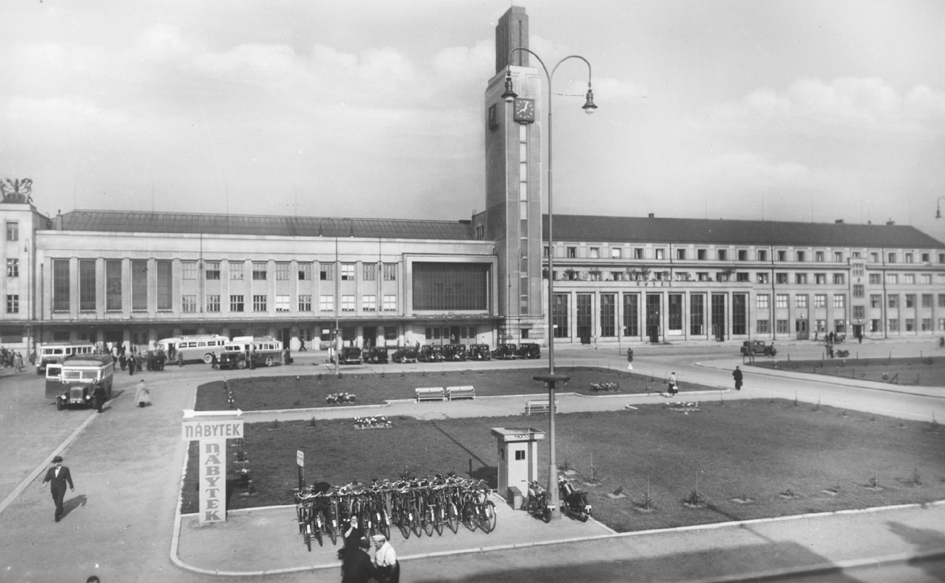
Náměstí před nádražní budovou na konci 30. let
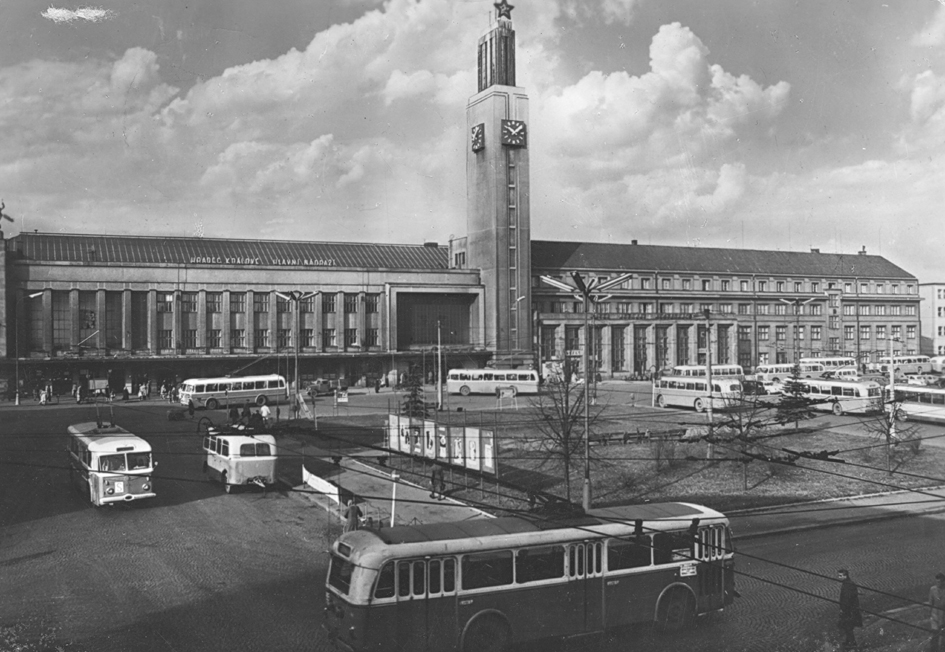
Projíždějící trolejbusy na konci 60. let